# جورج باول
جورج باول (بالإنجليزية: George Henry Powell)‏ (و. 1880 – 1951 م) هو كاتب أغاني، وشاعر غنائي من المملكة المتحدة، وويلز، والمملكة المتحدة لبريطانيا العظمى وأيرلندا، توفي عن عمر يناهز 71 عاماً.

## وصلات خارجية
- جورج باول على موقع IMDb (الإنجليزية)
- جورج باول على موقع ميوزك برينز (الإنجليزية)
- جورج باول على موقع قاعدة بيانات برودواي على الإنترنت (الإنجليزية)
- جورج باول على موقع قاعدة بيانات برودواي على الإنترنت (الإنجليزية)
- جورج باول على موقع ديسكوغز (الإنجليزية)

- جورج باول في قاعدة بيانات الأفلام على الإنترنت